# Chennevières-lès-Louvres
Chennevières-lès-Louvres is een dorp in Frankrijk. Er wordt vooral landbouw bedreven. Het ligt op twee kilometer van vliegveld Paris-Charles de Gaulle.

## Geschiedenis
Het gebied werd al in de Gallo-Romeinse periode bewoond. Er is van de Merovingen een necropolis over nabij de oude Sint-Medarduskerk.
Er staat een wietplant in het gemeentewapen. Dat komt overeen met de naam van het dorp, want de oorsprong van de naam Chennevières is van het latijnse cannabria, cannabis of hennep. De hennepcultuur was in de middeleeuwen in de regio zeer verbreid.
Jacques Brel nam er zijn film  'Les risques du métier'  op, die in 1967 werd uitgebracht.

## Kaart
De onderstaande kaart toont de ligging van Chennevières-lès-Louvres met de belangrijkste infrastructuur en aangrenzende gemeenten.

## Demografie
Onderstaande figuur toont het verloop van het inwonertal, bron: INSEE-tellingen. 

## Geboren
- Suger van Saint-Denis (1080/81-1151), geestelijke, architect, politicus en geschiedkundige

## Websites
- (fr)  Statistische informatie op de website van INSEE

1. ↑  Populations de référence 2022.